# Giacomo Bertoncelli
Giacomo Bertoncelli (Verona, 19 marzo 1999) è un ostacolista italiano.

## Biografia
Nato a Verona, pratica nuoto e calcio prima di conoscere l'atletica leggera a 8 anni. È stato frenato nella crescita agonistica da vari infortuni che lo hanno tenuto fermo due anni.
Nel 2022 partecipa ai campionati europei di Monaco di Baviera, venendo eliminato nelle batterie.
Nel giugno 2024 viene convocato per i campionati europei di Roma, venendo eliminato nelle semifinali dei 400 metri ostacoli.

## Progressione

### 400 metri ostacoli
| Stagione | Misura | Luogo     | Data      | Rank. Mond. |
| -------- | ------ | --------- | --------- | ----------- |
| 2024     | 49"35  | Rehlingen | 19-5-2024 |             |
| 2023     | 49"71  | Rehlingen | 28-5-2023 |             |
| 2022     | 50"20  | Ginevra   | 11-6-2022 |             |
| 2021     | 52"73  | Torino    | 19-9-2021 |             |
| 2020     | 53"51  | Grosseto  | 19-9-2020 |             |
| 2017     | 53"55  | Firenze   | 11-6-2017 |             |

## Palmarès
| Anno | Manifestazione | Sede    | Evento    | Risultato  | Prestazione | Note        |
| ---- | -------------- | ------- | --------- | ---------- | ----------- | ----------- |
| 2022 | Europei        | Monaco  | 400 m hs  | Batteria   | 51"86       |             |
| 2023 | Giochi europei | Chorzów | A squadre | Oro        | 426,5 p.    | [ 3 ] [ 4 ] |
| 2024 | Europei        | Roma    | 400 m hs  | Semifinale | 49"83       | [ 5 ] [ 6 ] |

## Campionati nazionali
- 1 volta campione nazionale assoluto dei 400 m ostacoli (2024)
- 1 volta campione nazionale italiano promesse dei 400 metri ostacoli (2020)

2015
- Batteria ai campionati italiani allievi (Milano), 110 metri hs - 15"55

2016
- Argento ai campionati italiani allievi (Jesolo), 400 metri hs - 54"89

2017
- Batteria ai campionati italiani juniores indoor (Ancona), 60 metri hs - 8"77
- Argento ai campionati italiani juniores (Firenze), 400 metri hs - 53"55
- Batteria ai campionati italiani assoluti (Trieste), 400 metri hs - 54"59

2020
- Oro ai campionati italiani promesse (Grosseto), 400 metri ostacoli - 53"53

2021
- batteria ai campionati italiani assoluti (Rovereto), 400 metri hs - 53"24

2022
- Bronzo ai campionati italiani assoluti (Rieti), 400 metri hs - 50"40

2023
- 5º ai campionati italiani assoluti indoor (Ancona), 400 m piani - 48"11
- 8º ai campionati italiani assoluti (Molfetta), 400 metri hs - 52"40

2024
- Oro ai campionati italiani assoluti (La Spezia), 400 m hs - 49"80

2025
- Bronzo ai campionati italiani assoluti (Caorle), 400 m hs - 50"04

## Altre competizioni internazionali
2023
- Campionati europei a squadre di atletica leggera ( Chorzów)[4]